# Nemeiska lejonet

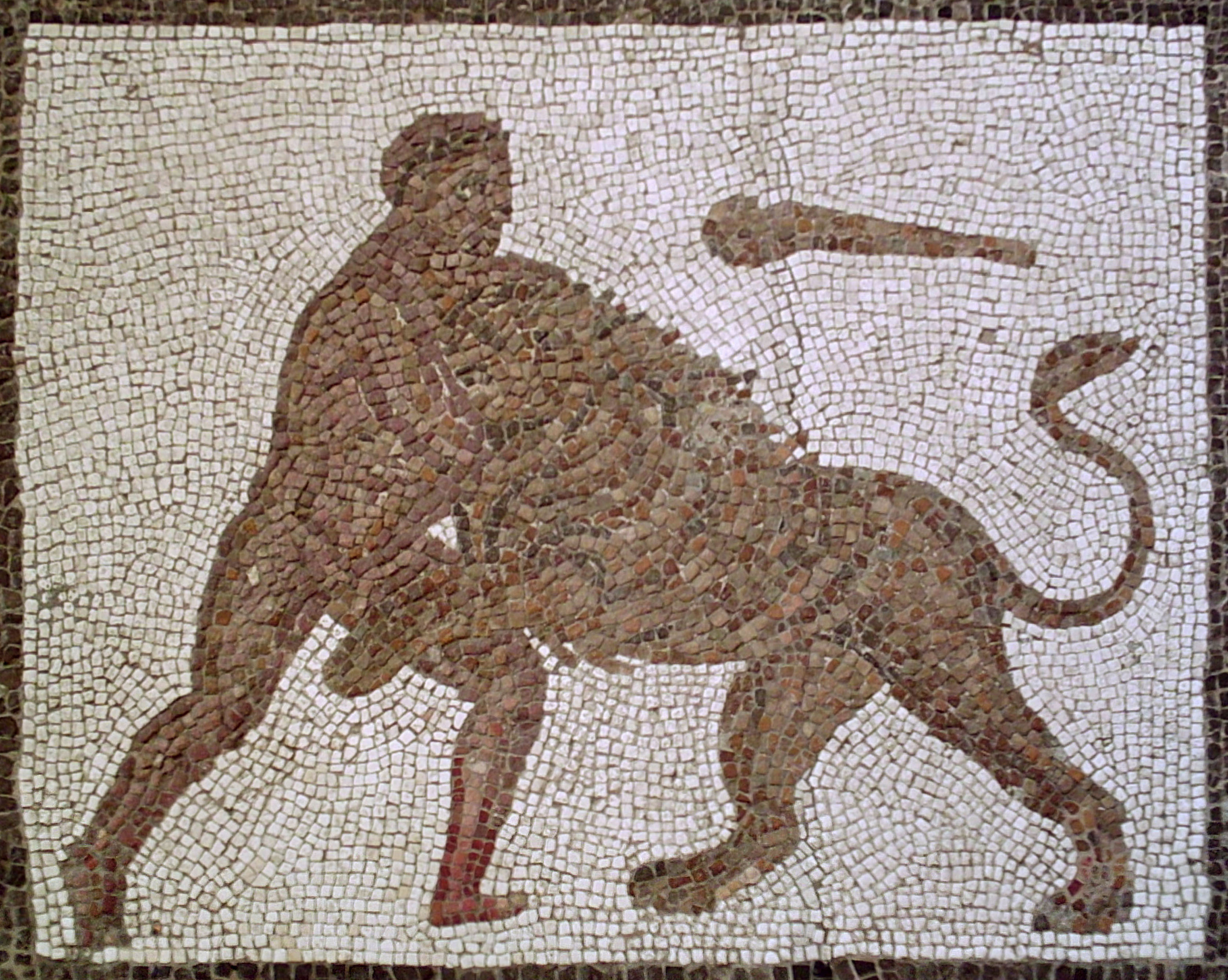
Herkules och det nemeiska lejonet

Det nemeiska lejonet var inom den grekiska mytologin en avkomma till monstret Tyfon och Echidna, "moder till alla monster". Lejonet levde i en grotta nära Nemea, därav namnet. Som unge sändes lejonet till månen och togs om hand av mångudinnan Selene som älskade att kela med det. När lejonet blev äldre blev det bara till besvär varför hon kastade ner det till jorden till Nemea där det började terrorisera den omgivande trakten. Det enda sättet man skulle kunna ta död på odjuret skulle vara ansikte mot ansikte utan några som helst vapen att skydda sig med. Herakles kramade ihjäl det nemeiska lejonet, vilket blev hans första stordåd. Lejonets skinn var som ett pansar, och eftersom inga vapen eller verktyg kunde rå på det flådde Herakles djuret med hjälp av dess egna klor. Hjälten använde sedan lejonets skinn som en mantel vilket gjorde honom osårbar.